# Principes directeurs des Nations unies relatifs aux entreprises et aux droits de l'homme

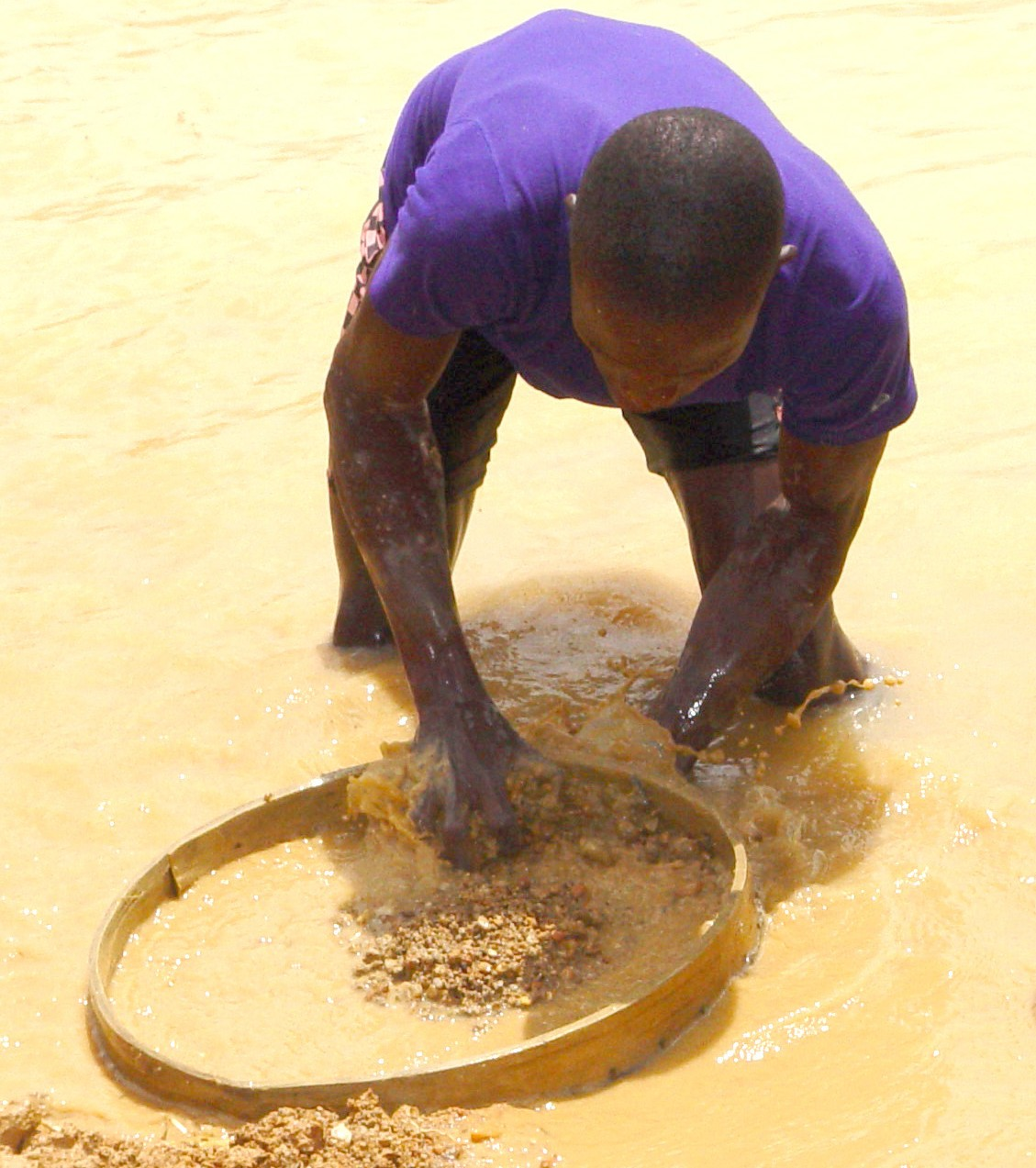
Un mineur du district de Kono en Sierra Leone a bénéficié des boîtes à outils du Bureau de la gestion et de l'atténuation des conflits (CMM), comme celles de la Peace Diamond Alliance de la Sierra Leone. L'alliance a amélioré la distribution des bénéfices de l'industrie des mines de diamants et restreint l'accès aux marchés pour les personnes vendant des «diamants de la guerre» illégaux pour alimenter l'instabilité actuelle.

Les Principes directeurs des Nations unies relatifs aux entreprises et aux droits de l'homme (United Nations Guiding Principles on Business and Human Rights, UNGP) sont un instrument composé de 31 principes mettant en œuvre le cadre des Nations unies (ONU) << Protéger, respecter et réparer >> sur la question des droits de l'homme et des sociétés transnationales et autres entreprises. Élaborés par le Représentant spécial du Secrétaire général (RSSG) John Ruggie, ces Principes directeurs ont fourni la première norme mondiale pour prévenir et traiter le risque d'impacts négatifs sur les droits de l'homme liés à l'activité commerciale, et continuent de fournir le cadre internationalement accepté pour l'amélioration des normes et des pratiques concernant les entreprises et les droits de l'homme. Le 16 juin 2011, le Conseil des droits de l'homme des Nations unies a approuvé à l'unanimité les Principes directeurs pour les entreprises et les droits de l'homme, faisant de ce cadre la première initiative de responsabilité des entreprises en matière de droits humains à être approuvée par l'ONU.
Les Principes englobent trois piliers décrivant la manière dont les États et les entreprises devraient mettre en œuvre le cadre:
- Le devoir de l'État de protéger les droits de l'homme
- La responsabilité des entreprises de respecter les droits de l'homme
- L'accès à des recours pour les victimes d'abus liés aux entreprises

Les UNGP ont reçu un large soutien des États, des organisations de la société civile et même du secteur privé, ce qui a renforcé leur statut de base mondiale clé pour les entreprises et les droits de l'homme. Les UNGP sont officieusement connus sous le nom de «Principes de Ruggie» ou «Cadre de Ruggie» en raison de leur paternité par Ruggie, qui les a conçus et dirigé le processus de consultation et de mise en œuvre.

## Histoire

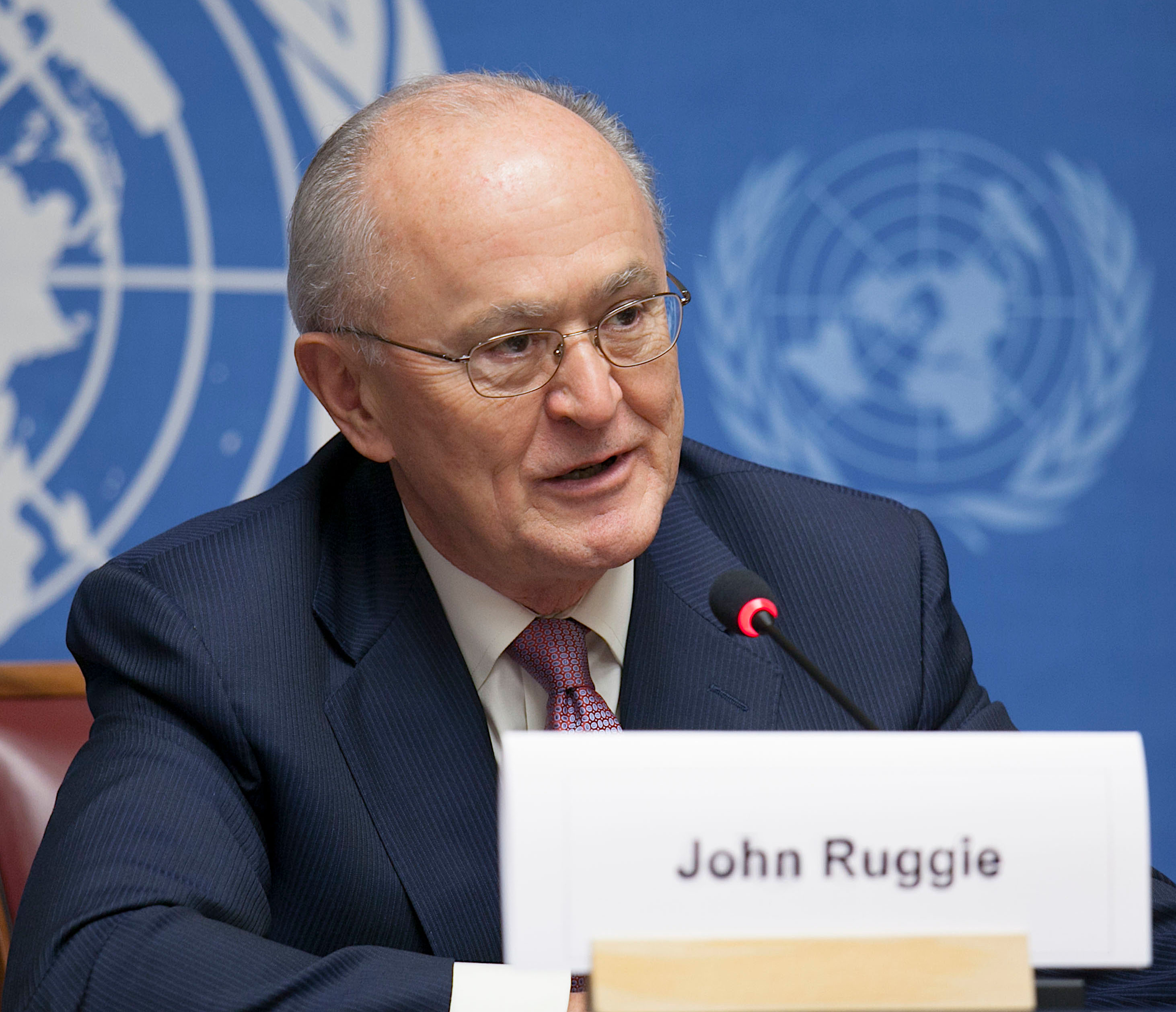
John Ruggie, Représentant spécial du Secrétaire général des Nations Unies et auteur des Principes directeurs des Nations Unies relatifs aux entreprises et aux droits de l'homme.

Les UNGP sont le résultat de plusieurs décennies d'efforts des Nations unies pour créer des normes mondiales en matière de droits de l'homme pour les entreprises. Au début des années 70, le Conseil économique et social des Nations unies a demandé au Secrétaire général de créer une commission chargée d'étudier l'impact des sociétés transnationales (STN) sur les processus de développement et les relations internationales. L'ONU a créé la Commission des sociétés transnationales en 1973, dans le but de formuler un code de conduite d'entreprise pour les STN. Les travaux de la Commission se sont poursuivis jusqu'au début des années 90, mais le groupe n'a finalement pas été en mesure de ratifier un code acceptable en raison de divers désaccords entre pays développés et pays en développement. Le groupe a été dissous en 1994. Le débat sur les responsabilités des entreprises en matière de droits de l'homme est devenu important dans les années 1990, alors que les sociétés pétrolières, gazières et minières se développaient dans des domaines de plus en plus difficiles, et que la pratique de la production off-shore de vêtements et de chaussures attirait l'attention sur le travail médiocre. conditions dans les chaînes d'approvisionnement mondiales. À la suite de ces préoccupations, deux initiatives majeures ont été créées.
En août 1998, la Sous-Commission des Nations Unies sur la promotion et la protection des droits de l'homme a créé un groupe de travail sur les sociétés transnationales. Le Groupe de travail a également tenté de créer des normes pour les obligations des entreprises en matière de droits humains. En 2003, ils ont achevé le projet final des «Normes sur les responsabilités des sociétés transnationales et autres entreprises commerciales en matière de droits de l’homme» (les Normes). Alors que les Normes ont reçu le soutien de certaines ONG, telles que le Centre Europe-Tiers Monde (CETIM) ou Amnesty International, le document a rencontré une opposition significative de la part du secteur des entreprises, et la Commission des droits de l'homme a déclaré finalement en 2004 que le cadre n'avait pas de base légale.
En 2005, pour tenter de surmonter le débat conflictuel concernant les responsabilités des entreprises en matière de droits de l'homme, la Commission des droits de l'homme a demandé la nomination d'un représentant spécial du Secrétaire général (RSSG) sur la question des droits de l'homme et des STN. En juillet 2005, le professeur John Ruggie de Harvard a été nommé à ce poste pour une période initiale de deux ans qui a ensuite été prolongée d'une année supplémentaire. En 2008, à l'issue de son premier mandat de trois ans, Ruggie a présenté au Conseil des droits de l'homme des Nations unies le cadre «Protéger, respecter et réparer» comme moyen conceptuel d'ancrer le débat. Ce cadre soulignait l'obligation de l'État de se protéger contre les violations des droits de l'homme liées aux entreprises, la responsabilité des entreprises de respecter les droits de l'homme et la nécessité de renforcer l'accès à des recours appropriés et efficaces pour les victimes de violations des droits de l'homme liées aux entreprises. Le Conseil des droits de l'homme a accueilli favorablement le rapport de Ruggie et a prolongé son mandat jusqu'en 2011 avec la tâche d'« opérationnaliser » et « promouvoir » le cadre. Le Conseil des droits de l'homme a demandé à Ruggie de fournir des recommandations concrètes sur la manière dont l'État pourrait empêcher les abus du secteur privé, de préciser la portée de la responsabilité des entreprises et d'explorer les options de recours efficaces disponibles pour ceux dont les droits de l'homme sont affectés par les activités des entreprises.
Durant les trois années suivantes, Ruggie a mené de larges consultations avec des groupes de partenaires incluant des gouvernements, des entreprises, et des ONG. Ruggie voulait créer « un point focal faisant autorité autour duquel les attentes des acteurs pourraient converger — un cadre qui clarifierait le responsabilités précises des acteurs, et fournit la base que la réflexion et l'action construiraient avec le temps ». Le travail de Ruggie aboutit aux Principes directeurs des Nations unies relatifs aux entreprises et aux droits de l'homme, qu'il présente au Conseil des droits de l'homme en juin 2011. Ruggie déclareque  « The Guiding Principles' normative contribution lies not in the creation of new international law obligations but in elaborating the implications of existing standards and practices for states and businesses; integrating them within a single, logically coherent and comprehensive template; and identifying where the current regime falls short and how it could be improved. ». Le Conseil des droits de l'homme a approuvé à l'unanimité les Principes directeurs, créant ainsi la première norme mondiale sur ce sujet.
En juin 2011, le Conseil des droits de l'homme a adopté la résolution 17/4, il a reconnu la fin officielle du mandat de Ruggie en tant que RSSG sur les droits de l'homme et les STN et autres entreprises, et a approuvé à l'unanimité les Principes directeurs faisant d'eux le point de référence mondial faisant autorité sur les entreprises et les droits de l’homme. En outre, le Conseil a créé un groupe de travail chargé de se concentrer sur la diffusion et la mise en œuvre mondiales des Principes directeurs. Le HCDH fournit un appui et des conseils continus au Groupe de travail, qui se compose de cinq experts indépendants, avec une représentation régionale équilibrée, pour une période de trois ans. Les membres actuels du groupe de travail sont Michael Addo, Alexandra Guaqueta, Margaret Jungk, Puvan Selvanathan et Pavel Sulyandziga (en). Le premier Forum sur les entreprises et les droits de l'homme a eu lieu les 4 et 5 décembre 2012 à Genève, en Suisse.

## Les trois piliers
Les Principes directeurs reposent sur trois piliers :

### Obligation de l'État de protéger les droits de l'homme
Le premier pilier des Principes directeurs est le devoir de l'État de se protéger contre les violations des droits de l'homme par la réglementation, l'élaboration des politiques, les enquêtes et l'application. Ce pilier réaffirme les obligations existantes des États en vertu du droit international des droits de l'homme, telles qu'énoncées dans la Déclaration universelle des droits de l'homme de 1948.

#### Problèmes dans les zones touchées par le conflit
Un domaine qui a fait l'objet d'un examen approfondi dans le cadre du premier pilier concerne le soutien des entreprises au respect des droits de l'homme dans les zones touchées par le conflit, conformément au principe directeur 7. Le premier problème apparent de ce principe est l’interprétation de l’expression «zones touchées par un conflit». Cette terminologie a été employée par le RSSG pour refléter l'intention d'étendre la couverture des principes au-delà des définitions des conflits armés dans le droit international humanitaire. Lors de la définition de l'application du principe 7, il faut tenir compte des limites de définition flexibles que l'UNGP, en tant qu'instrument de soft law, utilise ainsi que de la nature du principe fondée sur des orientations. Là où la question de l'interprétation du principe 7 se pose, c'est de savoir quels types de conflit doivent être exclus du principe.
Un autre domaine d'incertitude qui existe est la relation entre les "abus flagrants" et les "zones touchées par le conflit" qui ont un impact direct sur l'applicabilité du principe 7 aux violations graves dans les zones de conflit qui nécessitent une action des États d'origine pour influencer les entreprises opérant dans la zone. Des violations flagrantes des droits de l'homme se produisent à la fois dans les zones de conflit et dans les zones absentes d'un conflit, comme dans les États répressifs et les dictatures. La question reconnue ici est de savoir si le principe 7 s’applique aux abus flagrants dans les zones non touchées par le conflit. En outre, le principe 7 a-t-il une application égale dans tous les États démocratiques, autoritaires et oppressifs où les abus graves survenus dans des conflits ou l'application des principes dépendent de la perte de contrôle de l'État sur son territoire ?

### Responsabilité d'entreprise à respecter
Les entreprises doivent agir avec une diligence raisonnable pour éviter de porter atteinte aux droits d'autrui et pour faire face à tout impact négatif. Les UNGP soutiennent que les entreprises ont le pouvoir d'affecter pratiquement tous les droits internationalement reconnus. Par conséquent, l'État et le secteur privé ont la responsabilité de reconnaître leur rôle dans le respect et la protection des droits de l'homme. En effectuant une diligence raisonnable, l'UNGP encourage les entreprises à mener une étude d'impact sur les droits humains (en) à travers laquelle elles évaluent leurs impacts réels et potentiels sur les droits humains.

### Accès à un recours si ces droits ne sont pas respectés
Le troisième pilier porte à la fois sur la responsabilité de l'État de fournir un accès aux recours par des moyens judiciaires, administratifs et législatifs, et sur la responsabilité des entreprises de prévenir et de réparer toute violation des droits auxquels ils contribuent. La mise en place de mécanismes de réclamation efficaces est cruciale pour faire respecter le devoir de protection de l'État et la responsabilité des entreprises de respecter. Les UNGP stipulent que les mécanismes non judiciaires, qu'ils soient étatiques ou indépendants, doivent être légitimes, accessibles, prévisibles, compatibles avec les droits, équitables et transparents. De même, les mécanismes au niveau de l'entreprise sont encouragés à opérer par le dialogue et l'engagement, plutôt que par l'entreprise agissant en tant qu'arbitre de ses propres actions.

#### Problèmes d'accès aux recours de l'État d'origine
Une question soulevée avec le troisième pilier des Principes directeurs est le défi de fournir des recours efficaces aux victimes, en particulier avec un recours judiciaire aux victimes de sociétés transnationales qui opèrent dans plus d'un État. Ruggie note que les Principes directeurs sont plus efficaces pour identifier l'accès inadéquat aux recours judiciaires que pour y remédier. Il indique que là où les principes directeurs ne sont pas à la hauteur, c'est qu'ils visent à identifier les obstacles et à encourager les États à les surmonter, mais ne parviennent pas à garantir que cela se produira dans la pratique. Les Principes directeurs n'ont pas reconnu le déséquilibre des pouvoirs en termes de ressources et d'informations entre les victimes d'abus des entreprises et les entreprises elles-mêmes. Une autre question concerne le commentaire du principe directeur 2, qui dispose que les États d'origine «sont autorisés» à prendre des mesures garantissant l'accès aux recours. Ce langage a été fortement critiqué pour être timide et sans ambiguïté là où les victimes d'abus de la part de sociétés multinationales font régulièrement face à des obstacles insurmontables pour y remédier dans l'État d'accueil et n'ont pas d'autre endroit où demander de l'aide. Ici, les Principes directeurs n'ont pas fourni de directives claires sur la manière de surmonter les obstacles procéduraux et substantiels aux recours de l'État d'origine et n'ont pas élaboré sur les "lacunes de gouvernance" pour aider les États d'origine à mettre en œuvre des mécanismes garantissant que leurs entreprises ne violent pas les droits de l'homme à l'étranger . En outre, les commentateurs se sont également inquiétés de l’importance excessive accordée aux mécanismes non judiciaires et aux mécanismes volontaires qui ne garantissent pas aux victimes une protection suffisante contre les violations des droits de l’homme liées aux entreprises. Ce qui est suggéré, c'est que les Principes directeurs auraient dû établir des recours complets juridiquement contraignants et compatibles avec les obligations en matière de droits de l'homme des États et des entreprises tant dans l'État d'accueil que dans l'État d'origine. Une capacité locale effective est l'option privilégiée pour garantir l'accès général aux recours judiciaires civils à long terme.

## Réponse et mise en œuvre
Les UNGP ont été largement adoptés et soutenus par les secteurs public et privé, et plusieurs entreprises ont publiquement exprimé leur soutien. Par exemple, la société Coca-Cola a «fortement approuvé» les UNGP, les qualifiant de «base et un cadre flexible pour des entreprises comme la nôtre», et General Electric a écrit que les UNGP «ont contribué à clarifier les rôles et responsabilités interdépendants distincts des Etats et entreprises dans ce domaine "et qu'ils serviraient" sans aucun doute de phare durable pour les entités commerciales cherchant (à) développer leurs offres de services et de produits tout en respectant les droits de l'homme",,. Les UNGP ont également fait l'objet de critiques, en particulier de la part d'ONG de défense des droits humains telles que Human Rights Watch, qui soutiennent que l'absence d'un mécanisme d'application, «ils ne peuvent en fait exiger des entreprises qu'elles fassent quoi que ce soit. Les entreprises peuvent rejeter les principes sans conséquence - ou les adopter publiquement sans rien faire pour les mettre en pratique.
Les UNGPs ont généré des enseignements du droit international, en particulier en ce qui concerne le rôle des acteurs non étatiques dans le droit international ainsi que l'importance de l'évolution des sources de  droit mou. Le succès des UNGP peut être attribué au rôle joué par les acteurs non étatiques, en particulier dans ce contexte, le lobbying du monde des affaires. Ce que l’influence des UNGP peut illustrer, c’est que l’élaboration de normes de droit international telles que celles concernant la diplomatie et les organisations internationales continuera de s’appuyer sur les contributions des acteurs étatiques. Cependant, le développement dans des domaines tels que le droit économique international et le droit international de l'environnement qui ont un impact direct sur les acteurs non étatiques, peut exiger une approche différente du processus traditionnel centré sur l'État et s'appuyer sur les observations et contributions d'acteurs non étatiques si des lois efficaces doivent être créés dans ces domaines.

### Un instrument juridiquement contraignant
Malgré le soutien des secteurs public et privé, certaines parties prenantes se sont demandé si les PNUD fixaient des normes suffisamment élevées pour les entreprises, arguant que le secteur privé devrait avoir une "obligation" de réaliser les droits, plutôt qu'une simple "responsabilité". D'autres ont fait valoir que les PNUD avaient besoin d'un mécanisme de responsabilisation global qui pourrait rendre le cadre juridiquement exécutoire. Les partisans, cependant, défendent les UNGP pour avoir créé beaucoup plus de consensus que toute tentative antérieure de créer une norme mondiale sur les droits des entreprises et les droits de l'homme,.
Le débat sur le caractère suffisant d'une approche volontaire non contraignante qui sous-tend les Principes directeurs a cependant rouvert en septembre 2013 lorsque l'Équateur, soutenu par 84 gouvernements, a proposé un instrument juridique contraignant pour les opérations des STN afin de «fournir une protection, une justice et un recours appropriés. aux victimes d'atteintes aux droits de l'homme résultant directement ou liées aux activités de certaines sociétés transnationales et autres entreprises » . L'appel a été soutenu par plus de 530 organisations de la société civile (OSC) et, en juin 2014, a été soutenu par une majorité du Conseil des droits de l'homme des Nations unies qui a accepté de créer un groupe de travail intergouvernemental à composition non limitée chargé de rédiger un instrument contraignant.

#### Portée
Une question soulevée par Ruggie concernant l'introduction d'un traité international juridiquement contraignant sur les affaires et les droits de l'homme est de déterminer la portée et l'échelle d'un tel instrument. Selon certains, un traité serait plus efficace que les PNUD dans des domaines spécifiques des entreprises et des droits de l'homme. Par exemple, un traité pourrait faire explicitement référence aux droits des peuples autochtones ou reconnaître les droits du travail au-delà de ceux établis dans les PNUD. À l'inverse, Ruggie a longtemps illustré sa forte objection à toute tentative de regrouper l'ensemble des questions relatives aux entreprises et aux droits de l'homme en un seul instrument juridique international global. Son explication est que les entreprises et les droits de l'homme impliquent un large éventail de problèmes divers, des variations juridiques et institutionnelles, ainsi que des conflits d'intérêts entre et au sein des États. En outre, un traité général sur les affaires et les droits de l'homme devrait être construit à un niveau d'abstraction si élevé que toute applicabilité pratique en serait diminuée. En ce sens, les UNGP sont plus favorables car étant un instrument de "droit mou" leur a permis d'être complet et plus attrayant pour les gouvernements.

#### Relation avec les principes directeurs
La perspective d'un traité juridiquement contraignant soulève des questions quant au potentiel de tension entre l'instrument contraignant proposé et les UNGP et en veillant à ce que le processus d'élaboration des traités ne compromet pas les progrès réalisés dans le cadre des UNGP. Les sceptiques d'un traité contraignant global ont souligné la nécessité de reconnaître le risque associé à un mauvais traité qui créerait des problèmes du point de vue de la société civile, comme avoir des principes qui peuvent être largement acceptés par les États, mais qui manquent de clarté dans ce qu'ils exigent dans la pratique. À l’inverse, d’autres ont indiqué qu’un instrument contraignant associé à d’autres initiatives, telles que les PNUD, permettrait de développer davantage le droit international dans ce domaine, car il compléterait les instruments existants. Cette perspective décrit un traité proposé comme étant juste un aspect d'un système global en développement visant à réglementer les entreprises et les droits de l'homme.

#### Mise en vigueur
Une autre question fondamentale qui a été soulevée est la manière dont un tel traité serait appliqué, étant donné qu'une application inadéquate est mise en évidence comme la principale lacune des PNUD. Ruggie, dans sa réflexion, se demande si une perspective réaliste serait de créer un tribunal international pour les sociétés ou si un tel traité pourrait être appliqué par les États. Dans son analyse, Ruggie s'est rangé du côté du premier en soulignant que lorsqu'un État ratifie un traité, il a déjà l'obligation de protéger les individus contre les violations des droits de l'homme par des tiers sur leur territoire. Donc, pour ajouter une nouvelle valeur, les dispositions d'application des traités devraient impliquer une juridiction extraterritoriale qui, bien qu'elle soit soutenue par certains organes conventionnels des droits de l'homme des Nations unies, est traduite par le comportement des États comme un moyen inacceptable de lutter contre les violations des droits de l'homme. Il est très peu probable que les États qui n'ont pas ratifié un instrument fondamental des droits de l'homme de l'ONU ou de l'OIT soutiennent ou appliquent un traité imposant des obligations aux opérations à l'étranger de leurs multinationales.